# Jean-Hugues Oppel
 (mai 2018).
Si vous disposez d'ouvrages ou d'articles de référence ou si vous connaissez des sites web de qualité traitant du thème abordé ici, merci de compléter l'article en donnant les références utiles à sa vérifiabilité et en les liant à la section « Notes et références ».
Pour les articles homonymes, voir Oppel.
Œuvres principales
- Ambernave
- Cartago
- Ténèbre

Jean-Hugues Oppel, né le 9 novembre 1957 à Paris, est un écrivain français, auteur de romans noirs et d'ouvrages pour la jeunesse.

## Biographie

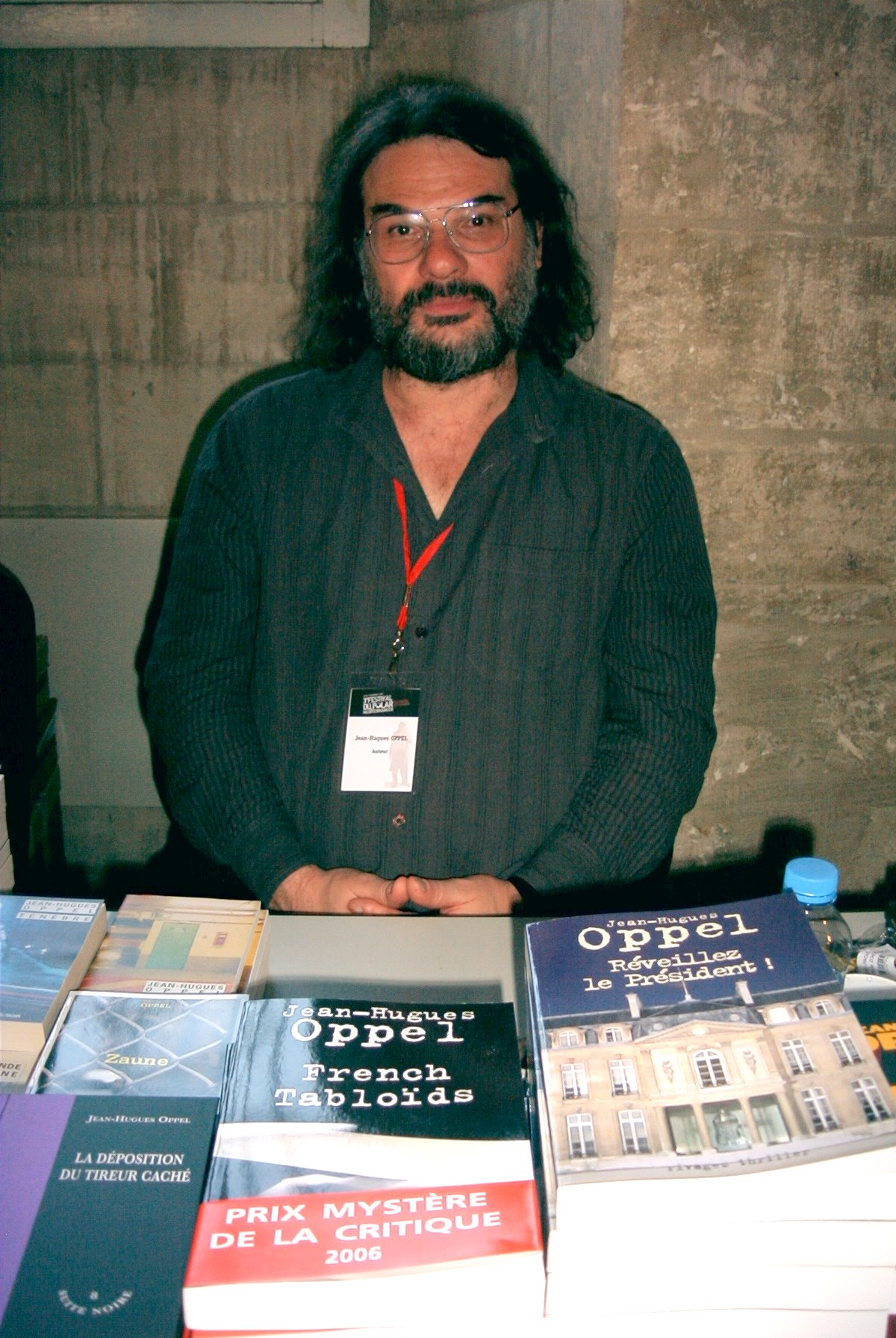
Jean-Hugues Oppel au 3e Festival du polar méditerranéen de Villeneuve-lez-Avignon, octobre 2007

D'origine franco-suisse. Jean-Hugues Oppel fait ses études au lycée Charlemagne (Paris), puis à l'École nationale d'opérateurs Louis-Lumière. Il travaille ensuite comme deuxième assistant caméra sur plusieurs tournages, notamment les films Saxo d'Ariel Zeitoun (1987), Lacenaire de Francis Girod (1990), La Passion Béatrice (1987) et La Vie et rien d'autre (1988) de Bertrand Tavernier. Il est également premier assistant caméra de Roman Polanski pour le film La Jeune Fille et la Mort (1994).
En 1983, il se lance dans l'écriture de romans noirs, tout d'abord en commun avec Philippe Dorison pour son premier roman Canine et Gun, puis seul pour son roman parodique Barjot !. Il écrit aussi des ouvrages de littérature d'enfance et de jeunesse à partir de 1993.
Son œuvre, bien que difficile à classer, se caractérise par un jeu sur les poncifs du genre policier. L'ensemble de l'œuvre ne saurait toutefois être enfermé dans des définitions et des carcans. Le ton change radicalement de roman en roman. Ses écrits se placent donc résolument sous le sceau d'un univers mental protéiforme. Grand amateur de cinéma, de cigares, de motos, de chats et de rousses, on en retrouve dans ses récits.[Interprétation personnelle ?]

## Publications

### Romans
- Canine et Gunn (avec Dorison), Gallimard, coll. Série noire no 1940, 1983
- Barjot !, Gallimard, coll. Série noire no 2119, 1988,  (ISBN 2070491196) ; réédition Rivages/Noir (n°806), 2011 ; réédition Archipoche, 2018
- Zaune, Gallimard, coll. Série noire no 2257, 1991 ; réédition dans la même collection avec une nouvelle couverture en 2004
- Piraña Matador, Gallimard, coll. Série noire no 2287, 1992 ; réédition, Gallimard, coll. Folio policier no 217, 2001
- Brocéliande sur Marne, Rivages/Noir no 183, 1994  (Prix Mystère de la critique 1995)
- Ambernave, Rivages/Noir no 204, 1995 (Grand Prix de Littérature policière 1995)
- Six-Pack, Rivages/Noir no 246, 1997 (réimpression 2000, avec nouvelle couverture) (Adapté au cinéma en 2000 par Alain Berberian)
- Ténèbre, Rivages/Noir no 285, 1998. (Prix Sang d'encre 1998)
- Cartago, Rivages/Noir no 346, 2000 (Trophée 813 2000)
- Chaton : trilogie, Rivages/Noir no 418, 2002 (Prix Polar 2002 du Salon « Polar & Co » de Cognac - Prix Sang d'encre des Lycéens à Vienne)
- Fatale liaison, Rivages Noir, 2003, Un polar dont vous êtes le héros,  (ISBN 9782743610821)[2]
- Bande avant, 6 pieds sous terre, 2004 (illustrations de Joe G. Pinelli)
- French tabloïds, Rivages-Thriller, 2005 ; réédition Rivages/Noir no 704, 2008  (ISBN 978-2-7436-1855-1)
- La Déposition du tireur caché, Editions La Branche, coll. "Suite noire" no 8, 2006
- Réveillez le Président !, Rivages-Thriller, 2007  (ISBN 978-2-7436-1630-4) ; réédition Rivages/Noir no 970, 2014  (ISBN 978-2-7436-2694-5)
- Vostok, Rivages/Noir no 900, 2013
- 19 500 dollars la tonne, La Manufacture de livres, 2017  (ISBN 978-2-35887-151-8) ; rééd. J'ai lu Policier, 2019.
- Total labrador, La Manufacture de livres, 2019, 340 p.  (ISBN 978-2-35887-273-7)
- Noir Diamant, La Manufacture de livres, 2021
- Envahir la Pologne, La Manufacture de livres, 2025

### Recueils de nouvelles
- Un tigre chaque matin, Le Poiré-sur-Vie :  la Loupiote, coll. "Tamanoir" n° 5, 01/1998, 192 p.  (ISBN 2-911222-24-5) ; rééd. Paris : Lignes noires, 11/2000, 234 p.  (ISBN 2-914073-13-5)
- Au saut de la louve, Rivages/Noir no 530, 2004

### Bandes dessinées
- Carton blême / adaptation Jean-Hugues Oppel d'après le roman de Pierre Siniac ; dessin Boris Beuzelin. Coéd. Casterman-Rivages, coll. « Rivages-Casterman-noir », juin 2013, 92 p.  (ISBN 978-2-203-02581-3)
- Brouillard au pont de Bihac / dessin Gabriel Germain. Coéd. Casterman-Rivages, coll. « Rivages-Casterman-noir », juin 2009, 99 p.  (ISBN 978-2-203-02134-1)
- Trouille / ill. Joe G. Pinelli ; scénario Jean-Hugues Oppel, d'après le roman de Marc Behm. Coéd. Casterman-Rivages, coll. « Rivages-Casterman-noir », mai 2009, 93 p.  (ISBN 978-2-203-01212-7)

### Romans pour la jeunesse
Série "Fais-toi peur !"
1. Ippon, Syros jeunesse, coll. "Souris noire" no 33, 1993 ; réédition Syros jeunesse, coll. "Souris noire poche" no 4, 1997  (ISBN 2-84146-433-4) ; réédition, Syros, coll. "Souris noire" no 4, 2004  (Prix du livre de l'été jeunesse Metz 1994 - Prix des lecteurs en herbe Bègles 1995)
2. Nuit rouge, Syros jeunesse, coll. "Souris noire" no 39, 1995
3. Dans le grand bain, Syros jeunesse, coll. "Souris noire" no 28, 1999  (ISBN 2-84146-646-9) ; réédition, Syros, coll. "Souris noire", 2005 (Prix du roman jeune de La Mayenne - Laval 2000)
4. Tigre ! Tigre ! Tigre !, Syros jeunesse, coll. "Souris noire" no 47, 2000  (ISBN 2-84146-823-2) ; Syros jeunesse, coll. "Souris noire", 2006  (ISBN 2-7485-0496-8)

Série "Le Furet enquête" / Freddy
1. Piège à la verticale, Albin Michel jeunesse, coll. "Le Furet enquête" no 3, 1998  (ISBN 2-226-09089-4)
2. Le Feu au lac, Albin Michel jeunesse, coll. "Le Furet enquête" no 25, 2000  (ISBN 2-226-11321-5)
3. Des rayures dans la nuit. Marseille : Rouge safran, coll. "Poivre", 06/2016, 105 p.  (ISBN 978-2-913647-47-3)

Série "Medhi"
1. Aller chercher Medhi à 14 heures, Syros, coll. "Les Mini Syros" no 60, 2000
2. Sacré Medhi ! (comprend : Aller chercher Medhi à 14 heures, Chacun voit Mehdi à sa porte, Le Démon de Mehdi), Syros, coll. "Souris noire", 2004, 92 p.  (ISBN 2-7485-0185-3). Compilation de trois histoires.
3. Chacun voit Mehdi à sa porte, Syros jeunesse, coll. "Les Mini Syros", 2013, 41 p.  (ISBN 978-2-7485-1343-1)
4. Le Démon de Mehdi, Syros jeunesse, coll. "Les Mini Syros. Polar", 2016, 35 p.  (ISBN 978-2-7485-2049-1)

Autres romans
- Génération vidéo (novellisation du scénario d’un téléfilm écrit par Christian Rullier et Antoine Lorenzi. Diff. : mercredi 30/10/1996, France 2), in Je Bouquine, novembre 1996, n° 153, p. 19-64.
- David a du flair, Flammarion, Castor poche junior no 597, 1997  (ISBN 2-08-164264-6) ; réédition, Flammarion, 1999  (ISBN 2-08-164519-X) (ill. de Camille Meyerpuisé)
- Trois fêlés et un pendu, Syros jeunesse, coll. "Les Mini Syros. Mini Souris noire" no 25, 1998   (ISBN 2-84146-646-9)
- Pierre qui roule n'amasse pas mahousse, Syros, coll. "Les Mini Syros" no 77, 2002
- Halte au feu !, Syros, coll. "Rat noir", 2006
- Cinq fois noir (contient les romans : Ippon, Nuit rouge, Dans le grand bain, Tigre ! Tigre ! Tigre ! et une nouvelle inédite : Au fond du puits n° 5), Syros, coll. "Hors-série", 2007  (ISBN 978-2-7485-0610-5)
- Cinq minutes de prison, Syros jeunesse, coll. "Souris Noire" (2013)
- Danse avec les poneys, Syros jeunesse, coll. "Souris Noire" (2016)

## Filmographie

### Scénario
- La Colère d'une mère (téléfilm, 1996). Réal. : Jacques Malaterre. Scén. : Sophie Bottaï, Jean-Hugues Oppel et Anne Landois. Interp. : Anne Richard (Marianne Lefèvre), Erick Deshors (Jacques Lefèvre), Nathalie Cardone (Sandrine Dupin), Josy Bernard (le substitut), Frédéric Berthelot (le juge d’instruction), Jean-Louis Tubes crush

### Premier assistant-opérateur
- Histoires d’ombres (téléfilm, 1980) de Denys Granier-Deferre
- Navarro: Fils de Périph’ & Folies de Flic (téléfilm, 1989) de Denys Granier-Deferre
- Fantômes sur l'oreiller (téléfilm) de Pierre Mondy
- Haute Tension - (téléfilm, 1990) Secrets de famille de Danièle Suissa
- Double vue (Afraid of the dark) (1990) de Mark Peploe
- Lunes de fiel (Bitter moon) (1992) de Roman Polanski (raccords)
- La Soif de l'or de Gérard Oury
- La Jeune Fille et la Mort (Death and the maiden) de Roman Polanski
- Fantôme avec chauffeur (1995) de Gérard Oury (2e équipe)

### Second assistant-opérateur
- On a volé Charlie-Spencer (1986). Réal. : Francis Huster.
- La Passion Béatrice (1987). Réal. : Bertrand Tavernier.
- Saxo (1987). Réal. : Ariel Zeitoun. 2e équipe
- Le Professeur : la diva et 385 $ l'once (téléfilm, 1987). Réal. Sténo (+ 1er assistant 2e équipe)
- Réunion : l'ami retrouvé (1988). Réal. : Jerry Schatzberg
- La Vie et rien d'autre (1988). Réal. : Bertrand Tavernier.
- Impromptu (1989). Réal. : James Lapine.
- Lacenaire (1990). Réal. : Francis Girod. Scén. : Georges Conchon et Francis Girod

Principaux directeurs de la photographie : Daniel Vogel, Silvano Ippoliti, Bruno de Keyzer, Gilberto Azevedo, Tonino Delli Colli, Robert Fraisse

### Adaptation
- Six-pack (1999, France). Réal. : Alain Berbérian. Scén. : d’après le roman de Jean-Hugues Oppel. Script-doctor : Jean-Christophe Grangé. Mus. : Elia Cmiral. Durée : 1h44. Interp. : Richard Anconina (Nathan), Frédéric Diefenthal (Philippe Saule), Chiara Mastroianni (Marine), Bernard Fresson (Paul Benetti / Fouquier), Carole Richert (Hélène Moulinier). 1re télédiffusion : mercredi 11/05/2001 (Canal+).

## Récompenses
- 1994
  - Prix du livre de l'été jeunesse Metz pour Ippon
- 1995
  - Prix des lecteurs en herbe Bègles pour Ippon
  - Prix Mystère de la critique pour Brocéliande sur Marne[3]
- 1996
  - Grand prix de littérature policière pour Ambernave[4]
- 1997
  - Prix Sang d'encre pour Ténèbre[5]
- 2000
  - Trophée 813 pour Cartago[6]
  - Prix du roman jeune de La Mayenne - Laval pour Dans le grand bain
- 2002
  - Prix Polar du Salon « Polar & Co »  de Cognac pour Chaton : trilogie[7]
  - Prix Sang d'encre des lycéens pour Chaton : trilogie[8]
- 2006
  - Prix Mystère de la critique pour French Tabloïds[3]

### Entretiens
- « Jean-Hugues Oppel dévoré par les piranhas ». Propos recueillis par Christophe Dupuis in L’Ours polar n° 17, p. 12-13.
- « Jean-Hugues Oppel : interview ursidochatonesque... ». Propos recueillis par Christophe Dupuis in: L’Ours polar, 2002, p. 12-14.
- « Entretien de Jean-Hugues Oppel avec Delphine Cingal-Kresge ». Temps noir : la revue des littératures policières n° 6. Nantes : Éd. Joseph K., avril 2002, p. 132 à 140.

### Chroniques
- Rodolphe, « Trouille : la mort aux fesses », dBD, no 33,‎ juin 2009, p. 73.